# Gelders Veenendaalse Voetbal Vereniging
El Gelders Veenendaalse Voetbal Vereniging, més conegut com a GVVV Veenendaal, és un club de futbol neerlandès.
És un dels set clubs de futbol de Veenendaal. Els colors del GVVV són blau-blanc. Juga els seus partits a l'Sportpark Panhuis. Des del 2016, juga a la Tweede Divisie.